# Lucy van der Haar

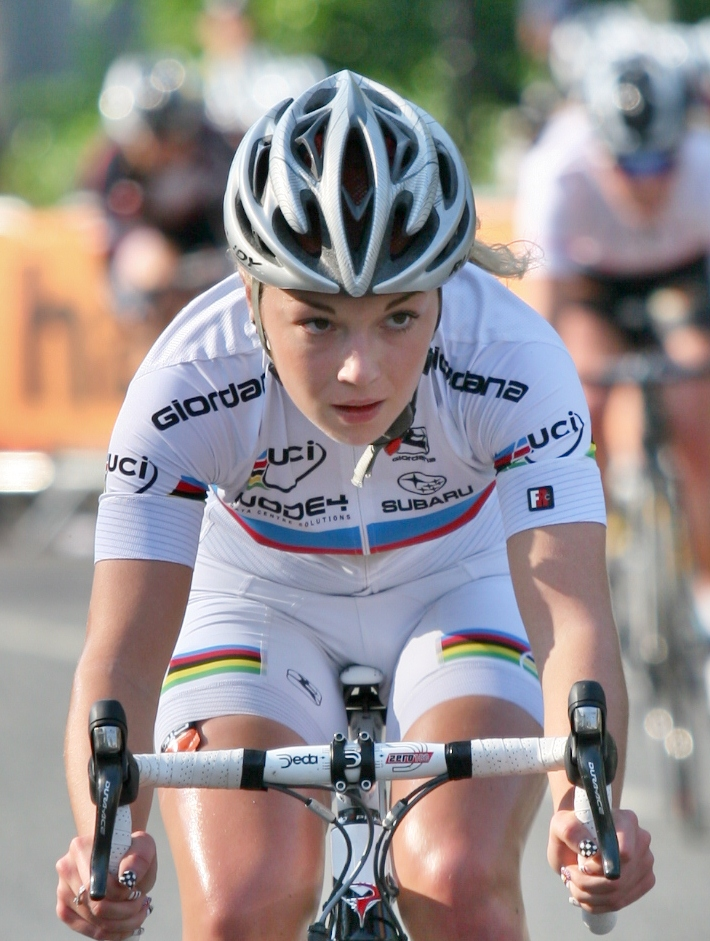
Lucy Garner en 2012.

Lucy van der Haar née Lucy Garner le 20 septembre 1994 à Leicester, est une cycliste britannique.

## Biographie
Sur la Route de France, la première étape se termine au sprint. La photo finish doit départager Lucy Garner et Annette Edmondson. C'est finalement la première qui se voit adjuger la victoire. Elle met un terme à sa carrière à l’issue de la saison 2020.

## Vie privée
Sa sœur Grace Garner qui a deux ans de moins qu'elle est également coureuse cycliste. Elle a également arrêté sa carrière en 2020.
En juillet 2019, Lucy Garner a épousé Lars van der Haar, un cycliste professionnel néerlandais.

## Palmarès sur route

### Par année
- 2011
  -  Championne du monde sur route juniors
  -  Médaillée d'or de la course en ligne aux Jeux de la Jeunesse du Commonwealth
  -  Médaillée d'or de la course en ligne par équipes aux Jeux de la Jeunesse du Commonwealth
  -  Médaillée d'or du contre-la-montre par équipes aux Jeux de la Jeunesse du Commonwealth
  -  Médaillée de bronze du critérium aux Jeux de la Jeunesse du Commonwealth
- 2012
  -  Championne du monde sur route juniors
  -  Championne d'Europe sur route juniors
- 2013
  - 1re étape du Tour de l'île de Chongming
  - 3e du Tour de l'île de Chongming
- 2014
  - 2e du Drentse 8 van Dwingeloo
  - 2e du 7-Dorpenomloop van Aalburg
  - 3e du Grand Prix international de Dottignies
  - 3e de Dwars door de Westhoek
- 2015
  - 1re étape de la Route de France
  - 2e du Ronde van Gelderland
- 2016
  - 2e du Tour du Yorkshire
  - 3e du championnat de Grande-Bretagne sur route
- 2017
  - 3e de l'Omloop van de IJsseldelta
  - 3e du Tour du Guangxi
- 2019
  - Dubai Women's Tour : 
    - Classement général
    - 1re étape

### Classements mondiaux
| Année                                 | 2013 | 2014 | 2015 | 2016 | 2017 | 2018 | 2019 | 2020 |
| ------------------------------------- | ---- | ---- | ---- | ---- | ---- | ---- | ---- | ---- |
| Classement UCI                        | 66e  | 41e  | 58e  | 133e | 128e | 238e | 130e | 234e |
| UCI World Tour                        |      |      |      | 110e | nc   | nc   | 53e  | nc   |
|                                       |      |      |      |      |      |      |      |      |
| Légende : nc = non classéSource : UCI |      |      |      |      |      |      |      |      |

## Palmarès sur piste

### Championnats d'Europe
- 2012
  -  Championne d'Europe de poursuite par équipes juniors (avec Amy Roberts et Elinor Barker)
  -  Championne d'Europe de scratch juniors
  -  Médaillée d'argent de la vitesse par équipes juniors

### Championnats de Grande-Bretagne
- Championne de Grande-Bretagne de course à l'américaine : 2011 et 2012 (avec Harriet Owen)
- Championne de Grande-Bretagne de poursuite : 2012